# 石田有輝
石田 有輝（いしだ ゆうき、1999年1月21日 - ）は、日本の男性プロレスラー。熊本県出身。血液型A型。DDTプロレスリング所属。

## 経歴
- 2021年10月12日、DDT後楽園ホール大会 vs 樋口和貞 でデビュー。
- 2022年8月24日、DDT新宿FACE大会にて小嶋斗偉より自力初勝利を挙げ、樋口和貞、吉村直巳のユニット「ハリマオ」に加入を直訴、認められる。
- 2023年5月14日、DDT・TKPガーデンシティ千葉大会にて行われたKO-D6人タッグ王座選手権試合において王者組のスーパー・ササダンゴ・マシンより炎掌で直接勝利、自身初の王座戴冠を果たす。

## 得意技
炎掌
フェイバリット技。スピアの要領で無防備になっている相手めがけてへ踏み込んでのつっぱりを喰らわせる。
どすこいスプラッシュ
コーナーポストで雲竜型を決めた後のフライングボディープレス。
フライングどすこい
フライングクロスチョップの要領でロープに振って相手の胸元へ張り手を打つ。
スパインボム
猫だまし
居反り

## タイトル歴
DDTプロレスリング
- KO-D6人タッグ王座
  - 第51代（パートナー：樋口和貞&中津良太）
- KO-D10人タッグ王座
  - 第10代（パートナー：中村圭吾&To-y&高鹿佑也&須見和馬）

## 人物・エピソード
- 熊本県八代市出身。小学1年生から相撲を始め[1]、鳥取城北高等学校時代には軽量級世界2位を獲得。その後日本大学に進学し相撲部に所属。
- 高校・大学の1学年下の後輩に尊富士弥輝也がいる。尊富士が優勝した2024年3月場所においては東京スポーツの取材に際し、「僕は相撲を離れた人間だけど、相撲の後輩とか近しい人が活躍しているのを見ると、負けられないなと思う。こっちの世界に来た以上は、自分もそれぐらい輝きたい」とコメントしている[2]。
- 常に「どすこい！」と叫び続ける。

## 入場曲
- sparkle